# Liste von Sakralbauten im Landkreis Miltenberg
Die Liste von Sakralbauten im Landkreis Miltenberg listet Kirchen, Kapellen und sonstige Sakralbauten im unterfränkischen Landkreis Miltenberg auf.
| Abbildung | Inneres | Name                                                | Konfession         | Gemeinde/ Ortsteil            | Bauzeit           | Baustil/Bemerkungen |
| --------- | ------- | --------------------------------------------------- | ------------------ | ----------------------------- | ----------------- | --- |
|           |         | St. Wolfgang                                        | röm.-kath.         | Altenbuch                     | 1770              | Einschiffiger Bau auf kreuzförmigem Grundriss mit polygonalem Chor, Satteldächer mit Volutengiebeln, über der Westfassade verschieferter Giebelreiter mit Zwiebelhaube, Hausteingliederungen, spätbarock, bezeichnet mit „1770“, neobarocke Erweiterung 1897 |
|           |         | St. Gangolf                                         | röm.-kath.         | Amorbach                      | 1752–54           | Dreischiffige Hallenkirche mit Chor und seitlichen Chortürmen, die Türme mit Zwiebelhauben und Glockendach-Laternen, westlicher Blendgiebel mit Figurennischen, die beiden oberen Turmgeschosse durch weit auskragende Gesimse und Voluten an den Ecken stark bewegt, 1752–1754 von Alexander Jakob Schmitt |
|           |         | Abteikirche                                         | ev.-luth.          | Amorbach                      | 1742–45 (12. Jh.) | seit 1803 evang.-luth. Hofkirche, dreischiffige Pfeilerbasilika auf kreuzförmigem Grundriss, westliches Turmpaar vom romanischen Vorgängerbau übernommen, Putzbau mit Werkstein-Lisenengliederung und Schallarkaden, 1. Hälfte 12. Jh., barock ergänzt, basilikales Langhaus, Chortürme durch Giebelreiter mit gebrochenen welschen Hauben bekrönt, 1742–45 nach Plänen von Maximilian v. Welsch durch Valentin Schick und Franz Häffelein |
|           |         | Wallfahrtskapelle St. Amor                          | röm.-kath.         | Amorbach Amorsbrunn           | 1521 (12. Jh.)    | Über einer Quelle errichteter Saalbau, Sandstein, spätgotisch, bezeichnet „1521“, im Kern romanisch, erste Hälfte 12. Jahrhundert, Erweiterung zweite Hälfte 16. Jahrhundert |
|           |         | Hll. Vierzehn Nothelfer                             | röm.-kath.         | Amorbach Beuchen              | 1923–25           | Saalbau mit eingezogenem Chor, verschieferter Giebelreiter mit Zwiebelhaube, unverputzter Hausteinbau mit reichen Werksteingliederungen, neobarock, 1923–1924 errichtet |
|           |         | St. Anna                                            | röm.-kath.         | Amorbach Neudorf              | 1963–64           | |
|           |         | St. Wendelin                                        | röm.-kath.         | Amorbach Boxbrunn im Odenwald | 1868              | Chorturmkirche, eingezogener Turm mit fluchtendem 5/8-Polygonalchor, unverputzter gelber Sandstein mit farbig abgesetzten Werksteinkanten und -rahmungen aus rotem Sandstein, bezeichnet „1868“, erweitert 1910 |
|           |         | St. Mauritius                                       | röm.-kath.         | Amorbach Reichartshausen      | 1716 (14. Jh.)    | Saalbau mit dreiseitig schließendem Chor und Satteldach, seitlicher im Kern spätmittelalterlicher Turm über quadratischem Grundriss mit verschiefertem Glockendach, unverputzter Bau mit Werksteinkanten und -rahmungen, Sandstein, 1716 |
|           |         | St. Margaretha (alt)                                | röm.-kath.         | Bürgstadt                     | 13. Jh. 1607      | Alte Pfarrkirche, ehemals Wehrkirche, zweischiffige Chorturmkirche, Turm mit hohem achtseitigem verschiefertem Spitzhelm, Bau im Kern romanisch, 1. Hälfte 13. Jahrhundert, spätgotischer Umbau um 1490, Turmerhöhung 1585, Erweiterungen, nachgotisch, 1607 |
|           |         | St. Margaretha (neu)                                | röm.-kath.         | Bürgstadt                     | 1961              | Neue Pfarrkirche |
|           |         | Martinskapelle                                      | röm.-kath.         | Bürgstadt                     | 950–1200          | einschiffiger Saalbau mit eingezogenem Rechteckchor, Satteldach und verschieferter Giebelreiter mit Schweifhaube, Putzfassade mit Sandsteinrahmungen, gotisches Westportal mit Relieffeld 'Hl. Martin', gotisches Türblatt mit alten Beschlägen, um 950, Veränderungen um 1200, um 1430 und um 1590 |
|           |         | St. Stephanus                                       | röm.-kath.         | Collenberg Fechenbach         | 1732              | einschiffiger Saalbau mit eingezogenem dreiseitig schließendem Chor und Schiefersatteldach, vorgestellter Turm auf quadratischem Grundriss mit oktogonalem Obergeschoss, verschieferte welsche Haube und Laterne mit ebenfalls welscher Haube und stark eingeschnürter Spitze, Putzfassade mit Werksteingliederungen, im Buchstabenrätsel über dem Turmportal bezeichnet 1732                                                              |
|           |         | St. Joseph                                          | röm.-kath.         | Collenberg Reistenhausen      | 1922–23           | Saalkirche mit eingezogener flach schließender Chor, seitlicher Chorflankenturm mit oktogonalem verschiefertem Obergeschoss und welscher Haube mit Laterne in wiederholender Form, Portalfassade mit geschweiftem Blendgiebel unverputztes Sandsteinmauerwerk mit Werksteingliederungen, neubarock, 1922/23 |
|           |         | St. Vitus                                           | röm.-kath.         | Dorfprozelten                 | 1900–01           | dreischiffige Säulenbasilika auf kreuzförmigem Grundriss, halbrunder Apsis und vorgestelltem Turm mit giebelständigem Satteldach und seitlichem Kegeldach-Treppenturm, unverputztes Sandsteinmauerwerk mit Werksteingliederungen und eingelassenen alten Grabsteinen, neuromanisch, 1900/1901 |
|           |         | St. Cäcilia                                         | röm.-kath.         | Eichenbühl                    | 1897              | dreischiffige kreuzrippengewölbte Basilika, Putzbau mit Werksteinkanten und -rahmungen, mit der Giebelfassade fluchtender seitlicher Turm, neugotisch, 1897 errichtet |
|           |         | St. Valentin                                        | röm.-kath.         | Eichenbühl                    | 1255              | ehemalige Spitalkapelle, kleiner Bau auf rechteckigem Grundriss mit eingezogener halbrunder Apsis, Satteldach mit kurzem Freigespärre in der Giebelspitze, Schleppgaube mit Uhr und verschiefertem Dachreiter mit Haubendach, spätromanisch 1255(d), im 14. Jahrhundert gotisch verändert |
|           |         | St. Mauritius                                       | röm.-kath.         | Eichenbühl Heppdiel           | 1625 (13. Jh.)    | Putzbau mit Werksteingliederungen, im Kern Chorturmkirche des 13. Jahrhunderts mit Turm über quadratischem Grundriss, Obergeschosse nachgotisch, ab 1625, Schweifgiebel, bezeichnet 1703, Langhausverlängerung mit vereinheiltlichendem verschiefertem Walmdach, 1847 |
|           |         | St. Kilian und Valentin                             | röm.-kath.         | Eichenbühl Riedern            | 1853–54           | Saalbau, eingezogener Chor, verschiefertes Satteldach und massiver Giebelreiter mit verschiefertem Spitzhelm, unverputzter Sandstein, Rundbogenstil, bezeichnet 1853/54 |
|           |         | St. Ubaldis und Gertrudis                           | röm.-kath.         | Elsenfeld                     | 1767              | Alte Pfarrkirche Saalbau mit eingezogenem Dreiseitchor und Satteldach, vorgestellter Fassadenturm mit oktogonalem Obergeschoss, verschieferter welscher Haube und Laterne, seitliche Treppentürme mit Kegeldächern, Putzfassade mit Sandsteingliederungen und Portal mit Figurennische, barock, bezeichnet 1767 |
|           |         | Christus König                                      | röm.-kath.         | Elsenfeld                     | 1955–56           | Neue Pfarrkirche |
|           |         | St. Barbara                                         | röm.-kath.         | Elsenfeld Eichelsbach         | 1750–51           | Saalkirche mit eingezogenem Dreiseitchor und Krüppelwalmdach, achtseitiger verschieferter Giebelreiter mit Glockendach, verputztes Mauerwerk mit Werksteingliederungen, barock, 1750/51; mit Ausstattung. 1930/31 Erweiterung |
|           |         | St. Sebastian                                       | röm.-kath.         | Elsenfeld Kloster Himmelthal  | 1753              | Ehemalige Klosterkirche Saalkirche mit eingezogenem flach schließendem langem Mönchschor, Walmdach mit achtseitigem verschiefertem Dachreiter mit Zwiebelhaube, verputztes Mauerwerk mit zurückhaltenden Werksteinrahmungen, bezeichnet 1753, im Kern mittelalterlich |
|           |         | St. Johann Baptist                                  | röm.-kath.         | Elsenfeld Rück                | 1750–60           | Saalkirche mit fluchtendem Dreiseitchor, Satteldach mit achtseitigem verschiefertem Giebelreiter und Zwiebelhaube, verputztes Mauerwerk mit Sandsteingliederungen und Portalfassade mit Figurennischen, Johann Martin Schmitt, barock, 1750–1760 |
|           |         | St. Antonius von Padua                              | röm.-kath.         | Elsenfeld Schippach           | 1752              | Alte Pfarrkirche Saalkirche mit fluchtendem Dreiseitchor, Satteldach mit achtseitigem verschiefertem Dachreiter und Zwiebelhaube, verputztes Mauerwerk mit Werksteinkanten und -rahmungen, bezeichnet 1752 |
|           |         | St. Pius                                            | röm.-kath.         | Elsenfeld Schippach           | 1962              | Neue Pfarrkirche Rundbau aus ineinandergreifenden Raumschalen mit indirekt belichtenden Glasfronten und Lichtbändern zum flach geneigtem Pultdach, Schalbeton mit Sandsteinverkleidung, Hans Schädel, 1960 über Fundamenten von 1914/15, oktogonaler Kapellenanbau als Betonskelettanbau mit bemalten Glasflächenfenstern, 1962 |
|           |         | St. Peter und Paul                                  | röm.-kath.         | Erlenbach am Main             | 1907 (1499)       | zweischiffige Staffelhalle, seitlichen Turm mit hohem verschieferten Spitzhelm und Zwerchgiebeln, im Unterbau spätgotisch, 1499, reiche Fassadengliederung, neugotisch, 1907, anstelle des ehem. Chores Erweiterungsbau in Form eines hohen Zentralbaus auf gestrecktem siebeneckigem Grundriss mit verschiefertem Kreuzdach, Stahlbeton mit Sandsteinverblendung und Lichtbändern, 1964                                                   |
|           |         | Martin-Luther-Kirche                                | ev.-luth.          | Erlenbach am Main             | 1956              | |
|           |         | St. Josef                                           | röm.-kath.         | Erlenbach am Main Siedlung    | 1954              | Durch den ständigen Zustrom von Arbeitern der benachbarten Glanzstoffwerke und zahlreicher Kriegsvertriebener entstand der Wunsch nach einer weiteren Kirche, die 1954 nördlich der Bahnlinie errichtet wurde. Die Pläne stammen von Albert Boßlet und Erwin van Aaken. |
|           |         | St. Josef                                           | röm.-kath.         | Erlenbach am Main Mechenhard  | 1752              | Saalkirche mit Satteldach und verschiefertem Glockendach-Dachreiter, barock, bez. 1752, verbreiternde Erweiterung an Stelle des barocken Chores und neuer eingezogener flach schließender Chor, Walmdach, 1957 |
|           |         | St. Karl Borromäus                                  | röm.-kath.         | Erlenbach am Main Streit      | 1887              | Saalkirche mit eingezogenem dreiseitig schließendem Chor und Satteldach, unverputztes Sandsteinmauerwerk mit sparsamen Werksteinkanten und -rahmungen, neugotisch, 1887 |
|           |         | Ephiphaniaskirche                                   | ev.-luth.          | Eschau                        | 1479–1745         | Saalkirche mit eingezogenem gotischem 5/8-Chor und angebauter Sakristei mit Pultdach bezeichnet 1476, Langhaus mit Satteldach und mehrgeschossigem verschiefertem Chorgiebelreiter mit Zwiebelhaube, bezeichnet 1745 |
|           |         | St. Johannes Baptist                                | röm.-kath.         | Eschau Hobbach                | 1757–59           | Alte Kirche Saalkirche mit dreiseitigem Chorschluss und Satteldach, Turm mit oktogonalem Glockengeschoss und verschieferter Zwiebelhaube, Putzfassade mit Werksteingliederungen, bezeichnet 1757–59 von Johann Martin Schmitt |
|           |         | Mariä Heimsuchung                                   | röm.-kath.         | Eschau Hobbach                | 1964              | Neue Kirche |
|           |         | St. Laurentius „Spessartdom“                        | röm.-kath.         | Eschau Sommerau               | 1913–23           | Neue Pfarrkirche dreischiffige Staffelhalle mit eingezogenem 5/8-Chor und angedeutetem Querschiff, seitlichen Glockenturm mit verschiefertem Pyramidenhelm, Giebel mit großer Treppenanlage zur offenen Eingangshalle und dominierender Maßwerkrosette, Ludwig Becker, neugotisch, 1913–1923 |
|           |         | ehem. St. Laurentius                                | röm.-kath.         | Eschau Sommerau               | 14.-16-. Jh.      | Alte Pfarrkirche seit 1923 profaniert, Saalkirche mit geradem gotischem Chorschluss, Maßwerkfenster und Satteldach, verschieferter Giebelreiter mit Spitzhelm, 14. Jahrhundert, Chor 15./16. Jahrhundert, Umgestaltung 1733 |
|           |         | Zum guten Hirten                                    | ev.-luth.          | Eschau Wildensee              | 1954              | |
|           |         | Mariä Verkündigung                                  | röm.-kath.         | Faulbach                      | 1960–61           | Neue Pfarrkirche Betonskelettbau mit Flachsatteldach, Fensterband im Erdgeschoss mit darüber vorkragendem kaum gegliedertem Oberbau, seitlicher schlanker Turm |
|           |         | St. Elisabeth                                       | röm.-kath.         | Faulbach                      | 1809              | Alte Pfarrkirche Saalbau mit Walmdach und eingezogenem dreiseitig schließendem Chor, Turm laternenartiges oktogonales Obergeschoss und Haube verschiefert, Putzflächen mit sparsamen Werksteingliederungen, klassizistisch, 1809 |
|           |         | St. Sebastian                                       | röm.-kath.         | Faulbach Breitenbrunn         | 1965              | |
|           |         | Cathedra Petri                                      | röm.-kath.         | Großheubach                   | 1609–1857         | dreischiffige Pseudobasilika auf kreuzförmigem Grundriss mit 5/8 Chor und Schieferwalmdächern, halb vorgezogener Turm auf quadratischem Grundriss ins Achteck übergehend mit hohem verschiefertem Spitzhelm, verputztes Mauerwerk mit Werksteinkanten und -rahmungen, bezeichnet 1609, Erweiterung 1738 und neugotischer Umbau 1857 |
|           |         | Kloster- und Wallfahrtskirche St. Michael           | röm.-kath.         | Großheubach Engelberg         | 1639              | Saalkirche auf kreuzförmigem Grundriss mit Chor, Querhäusern und angeschlossener Gruftkapelle, Schieferwalmdächer und Vierungstürmchen mit Pyramidendach, 1639, Seitenkapellen 1697–99, Chorwölbung Anfang 18. Jahrhundert, Löwensteinsche Grabkapelle 1845, Langhausverlängerung und Giebelfassade mit Portal und Figurennische, 1899 |
|           |         | Mariä Himmelfahrt und St. Peter und Paul            | röm.-kath.         | Großwallstadt                 | 1935–36 13. Jh.   | Turm, 2. Hälfte 13. Jahrhundert mit verschieferter barocker Zwiebelhaube und Laterne, und ehemaligem Langhaus, Saalbau mit Walmdach und eingezogenem 5/8-Chor, Neubau von 1935–36 mit einbezogenen Teilen von 1755–56 |
|           |         | St. Michael                                         | röm.-kath.         | Hausen bei Aschaffenburg      | 1851              | Alte Pfarrkirche Saalkirche mit eingezogenem dreiseitig schließendem Chor, Satteldach und massiver Giebelreiter mit Dreiecksgiebeln und kurzem verschiefertem Spitzhelm, Sandsteinquaderbau mit sparsamen Gliederungen, Rundbogenstil, bezeichnet 1851 |
|           |         | St. Michael                                         | röm.-kath.         | Hausen bei Aschaffenburg      | 1968              | Neue Pfarrkirche |
|           |         | Herz Jesu                                           | röm.-kath.         | Kirchzell                     | 1873              | einschiffiger kreuzrippengewölbter schiefergedeckter Satteldachbau, Langhaus mit Strebepfeilern und angebauter Sakristei, eingezogener 5/8-Chor, neugotisch, 1873 |
|           |         | St. Wendelin und St. Nikolaus                       | röm.-kath.         | Kirchzell Breitenbach         | 1741              | Saalbau mit fluchtendem dreiseitigen Chor und angebauter Sakristei, Langhaus mit Satteldach und verschiefertem Dachreiter mit welscher Haube, Sakristei mit Walmdach, unverputzter Sandstein, bezeichnet 1741 |
|           |         | St. Anna                                            | röm.-kath.         | Kirchzell Breitenbuch         | 1897              | Saalbau mit eingezogenem dreiseitig schließendem Chor, Langhaus mit Ziegel-Satteldach, verschieferter Giebelreiter mit Blechpyramidendach und Zwerchgiebeln, Sandsteinquaderbau, neugotisch, bezeichnet 1897 |
|           |         | St. Barbara                                         | röm.-kath.         | Kirchzell Ottorfszell         | 1909–10           | Saalbau mit eingezogenem kreuzgratgewölbtem gerade schließendem Chor, Satteldach mit verschiefertem Giebelreiter mit Zwiebelhaube, Putzbau mit Werksteingliederungen, Heimatstil, 1909/10 |
|           |         | St. Antonius von Padua                              | röm.-kath.         | Kirchzell Preunschen          | 1783              | Langhaus mit Satteldach und verschiefertem Giebelreiter mit Spitzhelm, unverputzter Sandstein, bezeichnet 1783, Erweiterung zusammen mit Sakristei unter höherem Frackdach, unverputzter Sandstein, bezeichnet 1922 |
|           |         | St. Sebastian                                       | röm.-kath.         | Kirchzell Watterbach          | 1779              | Saalbau mit eingezogenem dreiseitig schließendem Chor und Satteldach, verschieferter Giebelreiter mit Zwiebelhaube, unverputzter Sandsteinbau, bezeichnet 1779 |
|           |         | St. Martin                                          | ev.-luth.          | Kleinheubach                  | 1455 1706–10      | Turmbau begonnen 1455, Chor und Langhaus 1706–10 |
|           |         | Hlgst. Dreifaltigkeit                               | röm.-kath.         | Kleinheubach                  | 1954–56           | |
|           |         | St. Peter und Paul                                  | röm.-kath.         | Kleinwallstadt                | 1751 (14. Jh.)    | Saalkirche mit eingezogenem dreiseitig geschlossenen Chor, Westfassade mit Figurennischen, barock, 1751, seitlicher Turm vom Vorgängerbau, gotisch, Anfang 14. Jahrhundert und 18. Jahrhundert, seitliche Erweiterung durch weite dreiseitige Anbauten mit Walmdächern in barockisierender Anpassung, 1962 |
|           |         | Evangelische Kirche                                 | ev.-luth.          | Kleinwallstadt                | 1785              | Saalkirche auf rechteckigem Grundriss mit Eckpilastern, Rundbogenfenstern und geohrtem Portal mit rundbogiger Nische, Giebelreiter, Laterne mit verschieferter Glockenhaube, spätbarock, bezeichnet 1785 |
|           |         | St. Judas Taddhäus                                  | (röm.-kath.) FSSPX | Kleinwallstadt                | 2002              | Kirche der Priesterbruderschaft St. Pius X. |
|           |         | St. Michael                                         | ev.-luth.          | Kleinwallstadt Hofstetten     | 1473–88 1703      | Ehemalige Chorturmkirche, Turm über quadratischem Grundriss mit verschiefertem Spitzhelm, spätgotisch, bezeichnet 1473, Pultdachanbau, bezeichnet 1488, Langhaus mit Satteldach, unverputztes Sandsteinmauerwerk mit Werksteinkanten und -rahmungen, Barock, 1706 |
|           |         | St. Pankratius                                      | röm.-kath.         | Klingenberg am Main           | 1575–1617         | Saalbau mit eingezogenem Dreiseitchor und Satteldach, nachgotischer Chorseitenturm, Chor und Sakristei 1575, Langhaus und Turm, nachgotisch, ab 1617, Langhausverlängerung, neugotisch, bezeichnet 1892 |
|           |         | Trinitatiskirche                                    | ev.-luth.          | Klingenberg am Main           | 1965–66           | |
|           |         | Mariä Himmelfahrt                                   | röm.-kath.         | Klingenberg am Main Röllfeld  | 1623–24           | Saalbau mit eingezogenem halbrund schließendem Chor und verschiefertem Satteldach, Blendfassade mit obeliskengeschmücktem Volutengiebel, vorgestellter Turm, Westfassade und Turm aus unverputzten Sandsteinquadern mit Figurennischen, Spätrenaissance, 1623/24, Langhausverlängerung und Turm, Neorenaissance, 1893 |
|           |         | St. Maria Magdalena                                 | röm.-kath.         | Klingenberg am Main Trennfurt | 1750              | Einschiffiger Saalbau mit Satteldach und vorgesetztem Turm mit verschieferter doppelter Zwiebelhaube, spätbarock, um 1750, vermutlich durch Johann Martin Schmitt, zeitgleiche mehrläufige Freitreppe vor Turmportal, stark verbreiterte Erweiterung und Verlängerung des Langhauses mit neuem eingezogenem Dreiseitchor und Walmdächern, neobarock, 1951                                                                                  |
|           |         | St. Stephanus                                       | röm.-kath.         | Laudenbach                    | 1766 1950         | Chorturm, Putzbau mit Werksteinkanten und -rahmungen, verschieferte Zwiebelhaube mit Graten und abgesetzter Spitze, Rokoko, 1766, einschiffiges breites Langhaus mit dreiseitiger Vorhalle, Lichtband an den Längsseiten, verschiefertes Walmdach Betonskelettbauweise, 1960 |
|           |         | Johanneskapelle                                     | ev.-luth.          | Laudenbach                    | 1954              | Rundbau mit Dachreiter |
|           |         | St. Jakobus                                         | röm.-kath.         | Leidersbach                   | 1819–22           | Saalkirche mit Rundapsis innerhalb des leicht vor die Fassade tretenden Rechteckturmes, Satteldachbau mit unverputztem sparsam gegliedertem Sandsteinmauerwerk, Turm mit Rundbogenschallarkaden und Flachsatteldach, klassizistisch, 1819–1822, durchgreifender Umbau 1839, Erweiterung 1937/38 |
|           |         | St. Barbara                                         | röm.-kath.         | Leidersbach Ebersbach         | ~1960             | |
|           |         | St. Laurentius                                      | röm.-kath.         | Leidersbach Roßbach           | 1688 1927         | Saalbau mit eingezogenem dreiseitigen Chor, über Satteldach Dachreiter mit geschweifter Haube, 1688, Erneuerung 1821, verbreiterter Erweiterungsbau vor dem Langhaus mit Walmdach, abschließender Turm über achteckigem Grundriss, geschweifte Haube mit Laterne, Johann Adam Rüppel, bezeichnet 1927, 1986/87 Aufbruch der nördlichen Langhauswand für Erweiterungsbau                                                                    |
|           |         | St. Rochus                                          | röm.-kath.         | Leidersbach                   | 1961              | |
|           |         | Stadtpfarrkirche St. Jakobus                        | röm.-kath.         | Miltenberg                    | 1829–86 (14. Jh.) | dreischiffige Emporenpseudobasilika mit Dreiseitapsis und Schieferwalmdach, verputztes Mauerwerk mit sparsamen Werksteingliederungen, im Kern gotisch, 14. Jahrhundert, Umbauten zum heutigen klassizistischen Erscheinungsbild im 19. Jahrhundert, Chorflankentürme mit welschen Hauben und Laternen 1829–31, Chor 1862, Langhaus 1830 und 1886                                                                                           |
|           |         | Johanneskirche                                      | ev.-luth.          | Miltenberg                    | 1897              | einschiffige Saalkirche, diverse Annexbauten in betont asymmetrischer Verteilung, einseitiges Querhaus nach Süden, aus der Baumasse aufragender Achteckturm mit hohem Spitzhelm, Sandsteinquadermauerwerk mit reicher Werksteinornamentik, neugotisch, 1897 |
|           |         | Franziskanerkirche Mariä Unbefleckte Empfängnis     | röm.-kath.         | Miltenberg                    | 1667–87           | Saalkirche mit eingezogenem Dreiseitchor, Satteldach und Dachreiter mit welscher Haube und Laterne, Putzmauerwerk mit Werkstein-Strebepfeilern und Figurenportal, Antonio Petrini, barock, 1667–1687 |
|           |         | Maria Hilf                                          | röm.-kath.         | Miltenberg-Nord               |                   | |
|           |         | St. Joseph                                          | röm.-kath.         | Miltenberg Breitendiel        | 18. Jh.           | Saalkirche mit fluchtendem Dreiseitchor und Satteldach mit verschiefertem Spitzhelm, Mitte 18. Jahrhundert, Verlängerung Ende 19. Jahrhundert |
|           |         | St. Katharina                                       | röm.-kath.         | Miltenberg Mainbullau         | 1300              | Saalkirche mit Halbwalmdach und Chorturm mit Pyramidendach, verputztes Mauerwerk mit Werksteinkanten und -rahmungen, Chorturm und Sakristei gotisch, um 1300, Langhaus 1799 |
|           |         | St. Wendelin                                        | röm.-kath.         | Miltenberg Schippach          | 1734              | Saalkirche mit fluchtendem Dreiseitchor, Satteldach mit achteckigem verschiefertem Chorreiter und Glockenhaube, unverputztes Sandsteinmauerwerk mit Werksteingliederungen und Blendgiebel mit Figurenschmuck, barock, 1734 |
|           |         | St. Vitus                                           | röm.-kath.         | Miltenberg Wenschdorf         | 15.–18. Jh.       | Saalkirche mit fluchtendem geradem Chorschluss, Satteldach und verschieferter Chorreiter mit Spitzhelm, verputztes Mauerwerk mit Werksteinrahmungen, Chor gotisch, 15. Jahrhundert, Langhaus 2. Hälfte 18. Jahrhundert, Turm neugotisch, 1864 |
|           |         | St. Martin                                          | röm.-kath.         | Mömlingen                     | 1774–77           | Alte Pfarrkirche Saalkirche mit eingezogenem Dreiseitchor und vorgesetztem Westturm mit verschieferter welscher Haube und Laterne, unverputztes Sandsteinmauerwerk mit Werksteingliederungen, 1774–1777 |
|           |         | Corpus Domini                                       | röm.-kath.         | Mömlingen                     | 1962–63           | Neue Pfarrkirche Saalbau über querrechteckigem Grundriss mit tief herabgezogenem Satteldach, Stahlbeton, 1962–1963; Hans Schädel und Friedrich Eber |
|           |         | Trinitatiskirche                                    | ev.-luth.          | Mömlingen                     |                   | |
|           |         | St. Johannes der Täufer                             | röm.-kath.         | Mönchberg                     | 1749–51           | Saalkirche mit eingezogenem dreiseitig schliessendem Chor und Schiefersatteldach, umbauter Fassadenturm über quadratischem Grundriss mit oktogonalem Glockengeschoss und verschieferter zweifacher Zwiebelhaube, Blendfassade mit Portal, Johann Martin Schmidt, 1749–51 |
|           |         | St. Johannes der Täufer und St. Johannes Evangelist | röm.-kath.         | Mönchberg Schmachtenberg      | 1759              | einschiffige Saalkirche, verschieferter Giebelreiter mit Zwiebelhaube, lediglich die Schaufassade mit geschweiftem Blendgiebel, Portal und Figurennische reicher gestaltet, Johann Martin Schmidt, bezeichnet 1759, Erweiterung 19. Jahrhundert |
|           |         | St. Peter und Paul                                  | röm.-kath.         | Neunkirchen                   | 1822–27           | Saalbau mit eingezogenem rundschließendem Chor, unverputzter Sandsteinbau mit Werksteinrahmungen, klassizistisch, 1822/27, westliche Giebelfassade als neuromanische Schaufassade, Sandstein, um 1890, südlich an den Chor anschließend spätgotischer Turm des Vorgängerbaus über quadratischem Grundriss mit verschiefertem achtseitigem Spitzhelm                                                                                        |
|           |         | St. Bilhildis                                       | röm.-kath.         | Neunkirchen Richelbach        | 1903              | einschiffige Kirche über kreuzförmigem Grundriss mit ausladendem breitem Querschiff und Chor mit Rundapsis, dem Langhaus vorgestellter Turm über quadratischem, unverputzter Sandstein mit Werksteingliederungen, neuromanisch, 1903 |
|           |         | St. Philippus und Jakobus                           | röm.-kath.         | Neunkirchen Umpfenbach        | 1880              | Saalbau mit eingezogenem Chor, Giebelreiter mit Zwiebelhaube, Sandsteinquader mit Werksteingliederungen, neugotisch und neubarock, 1880 |
|           |         | St. Cyriakus                                        | röm.-kath.         | Niedernberg                   | 1461 1897         | Turm mit achtseitigem Steinhelm und kleinen Zwerchgiebeln sowie Chor mit Strebepfeilern (dieser heute östliche Kapelle), um 1461, Kirchenerweiterung durch neues dreischiffiges Langhaus mit basilikalem Querschnitt, neugotisch, 1897, mit unterführtem Durchgang zum Main |
|           |         | St. Peter und Paul                                  | röm.-kath.         | Obernburg am Main             | 1964 1591         | stützenfreie Halle über gestreckt siebeneckigem Grundriss mit kupferblechgedecktem Faltdach und vollständiger Durchfensterung der Giebeldreiecke, Betonskelettbau, 1964 Freistehender Glockenturm des Vorgängerbaus von 1591 |
|           |         | Friedenskirche                                      | ev.-luth.          | Obernburg am Main             | 1951              | |
|           |         | St. Anna                                            | röm.-kath.         | Obernburg am Main             | 13. Jh.           | flachgedeckter Saalbau über rechteckigem Grundriss, 13. Jahrhundert mit Chor von 1559, Satteldach und verschiefertem Dachreiter mit Pyramidenhelm, Kapelle wohl über Mithrasheiligtum des 2./3. Jahrhunderts errichtet (Ausgrabungsfunde) |
|           |         | St. Johann Baptist                                  | röm.-kath.         | Obernburg am Main Eisenbach   | 1401 1748–50 1936 | Westturm, Putzbau mit gotischen Werkstein-rahmungen und -kanten, Sandstein, 1401; östlicher Langhausanbau mit Satteldach, 1748/50 das Glockengeschoss mit Zeltdach und vier Zwerchgiebeln, verschiefert, vermutlich 19. Jahrhundert, erhöhtes breites Querhaus mit Walmdach und dreiseitig geschlossenem Chor 1936 |
|           |         | St. Peter und Paul                                  | röm.-kath.         | Röllbach                      | 1503–1660         | Saalkirche mit eingezogenem dreiseitig schließendem Chor, 1832/36, verändert, vorgestellter Turm mit hohem verschiefertem Spitzhelm, spätgotisch, bezeichnet 1503, Erhöhung nachgotisch, 1605 und 1660 |
|           |         | St. Ottilia                                         | röm.-kath.         | Rüdenau                       | 1711 1825         | Chor 1711/12, Langhaus unter Verwendung mittelalterlicher Bauteile mit Dachreiter 1825 |
|           |         | Mariä Geburt                                        | röm.-kath.         | Schneeberg                    | 1473–74 1931      | Chorturmkirche mit viergeschossigem Turm und verschiefertem Achteck-Spitzhelm über vier Seiten, Langhaus mit Satteldach, 1473/74; südlich angebaute eingeschossige Gnadenkapelle 1521; barocke Verlängerung des Kirchenschiffs mit westlicher Portalfassade, 1718; nördlicher Anbau eines neuen großen Langhauses mit Satteldach, räumliche Verbindung beider Kirchenschiffe 1931                                                          |
|           |         | Mariä Heimsuchung                                   | röm.-kath.         | Schneeberg Hambrunn           | 1924–25 1951      | Saalbau mit eingezogenem dreiseitig schließendem Chor, Heimatstil, 1924-192, der vorgestellte viergeschossige Turm über quadratischem Grundriss mit verschiefertem Pyramidendach, Sandstein, 1951 |
|           |         | St. Josef                                           | röm.-kath.         | Schneeberg Zittenfelden       | 1925              | Saalbau mit stark eingezogenem Chor, verschieferter Dachreiter mit Zwiebelhaube, unverputzter Sandsteinbau mit verschiefertem Giebel, neobarock, bezeichnet 1925 |
|           |         | Mariä Himmelfahrt                                   | röm.-kath.         | Stadtprozelten                | 14. Jh.           | Ehem. Spitalkirche Saalkirche mit eingezogenem 5/8-Chor und verschiefertem Walmdach, Putzfassade mit spitzbogigen Maßwerkfenstern, gotisch, 2. Hälfte 14. Jahrhundert, Veränderunge am Langhaus, nachgotisch, 17. Jahrhundert, 1936 abermals verändert, seitlicher Chorturm mit steilem von vier Renaissance-Zwerchgiebeln umgebenen Spitzhelm, im Kern gotisch, 1628 erhöht                                                               |
|           |         | St. Judas Thaddaeus                                 | röm.-kath.         | Stadtprozelten Neuenbuch      | 1936              | einschiffige Chorturmkirche mit Satteldach, Turm auf quadratischem Grundriss mit Pyramidendach, an der Vorhalle figürliches Relief, Heimatstil, bezeichnet 1936 |
|           |         | St. Anna                                            | röm.-kath.         | Sulzbach am Main              | 1789 14. Jh.      | Saalkirche mit eingezogenem langgestrecktem Chor, Säulenportikus mit Tympanon und figurengeschmückter Attika, Joseph Emanuel von Herigoyen, klassizistisch, 1789, seitlicher Turm vom Vorgängerbau, 14./15. Jahrhundert |
|           |         | St. Margareta                                       | röm.-kath.         | Sulzbach am Main              | 1952              | Direkt hinter der Alten Pfarrkirche St. Anna errichtet |
|           |         | St. Wendelin                                        | röm.-kath.         | Sulzbach am Main Dornau       | 1935 18. Jh.      | Saalbau mit eingezogenem Chor, Satteldach und verschieferter Dachreiter mit Spitzhelm auf dem Langhaus, Chor 18. Jahrhundert, Langhausanbau 1934 |
|           |         | St. Maria Magdalena                                 | röm.-kath.         | Sulzbach am Main Soden        | 1963–64           | |
|           |         | St. Johannes                                        | röm.-kath.         | Weilbach                      | 1789              | hochgelegener rechteckiger Saalbau mit eingezogenem dreiseitig geschlossenem Chor und Satteldach, der halb vorgezogene Turm über quadratischem Grundriß mit dem Portal und den seitlichen Langhausgiebeln mit Werksteingliederungen als Schaufassade gestaltet, die verschieferte Turmhaube mit geschweifter Laterne, Sandstein, frühklassizistisch, bezeichnet 1789                                                                       |
|           |         | St. Wolfgang                                        | röm.-kath.         | Weilbach Weckbach             | 1485 1776         | Langhaus mit fluchtendem dreiseitigem Chor, im Kern 1485/87, Langhausverlängerung um 1776; ehemals Giebelreiter verschiefert mit Pyramidenhelm; Langhausverlängerung unter Versetzung des barocken Hauptportals 1978 |
|           |         | St. Nikolaus                                        | röm.-kath.         | Wörth am Main                 | 1896–98           | Dreischiffige Basilika auf kreuzförmigem Grundriss und leicht eingezogener Rundapsis, Chorseitenturm, aufwendig gestaltete Portalfassade, neuromanisch, 1896–98 |